# Coelestin III.

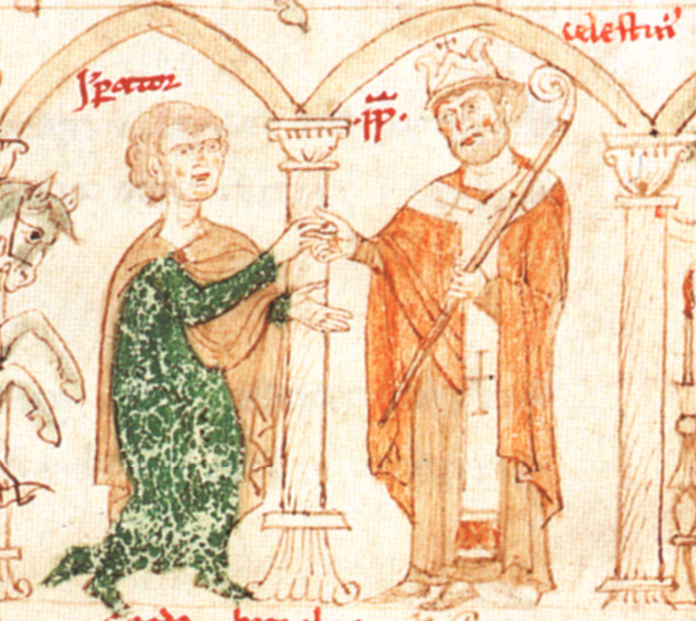
Coelestin III. (rechts) und Heinrich VI. in einer Abbildung aus dem Liber ad honorem Augusti des Petrus de Ebulo, 1196

Coelestin III. (* etwa 1106 in Rom; † 8. Januar 1198 ebenda) war vom 30. März 1191 bis zu seinem Tode Papst der römisch-katholischen Kirche.

## Leben
Papst Coelestin III. wurde als Giacinto Bobone Orsini, auch: Jacinto Bobo, Hyacinto Bobo, deutsch Hyazinth Bobo, aus der römischen Patrizierfamilie der Bobo-Orsini in Rom geboren. Er ergriff eine Laufbahn an der Kurie und bezeugte schon im Jahr 1121 päpstliche Dokumente. Seit 1126 war er Prior der Subdiakone an der Lateranbasilika in Rom und somit in einflussreicher Stellung. Er sympathisierte mit Papst Innozenz’ II. Rivalen, dem Gegenpapst Anaklet, behielt aber nach dessen Tod im Jahr 1138 seinen Rang in der Kurie.
Hyazinth nahm sich 1141 der Sache Peter Abaelards an, vermutlich unterstützt von Guido von Cittá di Castello, dem späteren Papst Coelestin II., der wie er ein Schüler Abaelards gewesen war. Möglicherweise traf sich Hyazinth mit Abaelard und Arnold von Brescia vor dem Konzil von Sens im Jahr 1141 in Paris oder er ergriff als päpstlicher Beobachter direkt auf dem Konzil Partei für Abaelard. Dadurch zog er die heftige Rüge Bernhards von Clairvaux auf sich.
Nach dem Tod Innozenz’ II. im Jahr 1143 wurde Guido von Cittá di Castello zum neuen Papst Coelestin II. gewählt, amtierte aber nur fünfeinhalb Monate. Im Jahr 1144 wurde Hyazinth Bobo zum Kardinaldiakon von Santa Maria in Cosmedin promoviert, 1154–55 und 1172–74 reiste er als Legat nach Spanien. Mehrere Legatsreisen führten ihn auch nach Frankreich. Hyazinth war von versöhnlicher Haltung gegenüber Kaiser Friedrich Barbarossa und ermahnte auch Thomas Beckett zur Milde gegenüber König Heinrich II. von England.

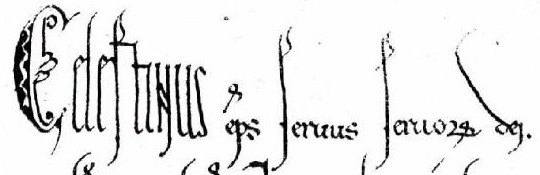
Intitulatio Cölestins auf einer Littera cum serico für das Domkapitel von Würzburg, 1195

Als über 85-Jähriger wurde Hyazinth am 30. März 1191, vermutlich als Kompromisskandidat, zum Papst gewählt und nahm den Papstnamen Coelestin III. an. Obwohl er zu diesem Zeitpunkt bereits seit 46 Jahren Kardinal war, hatte er keine Priesterweihe empfangen und war lediglich Diakon. Daher wurde er am 13. April 1191, dem Karsamstag, zum Priester und einen Tag später, am Ostersonntag, zum Bischof geweiht.
Den politischen Zielen Kaiser Heinrichs VI. setzte der greise Papst von Anfang an passiven Widerstand entgegen. Am zweiten Osterfeiertag des Jahres 1191 vollzog er als erste Amtshandlung die Kaiserkrönung Heinrichs und seiner Gemahlin Konstanze in Rom. Er erfüllte damit die Zusage seines Ende März 1191 verstorbenen Vorgängers Clemens III. aus dem Jahr 1188. Auch sonst hielt er an der politischen Linie seines Vorgängers fest und lehnte als Lehnsherr des normannischen Königreichs Sizilien insbesondere den Erbanspruch Konstanzes auf das Königreich ab. Die Usurpation des sizilischen Thrones nach dem plötzlichen Tod König Wilhelms II., des Neffen Konstanzes, war Ende 1189/Anfang 1190 mit ausdrücklicher Zustimmung Papst Clemens’ III. erfolgt. Am Königtum Tankreds von Lecce hielt auch Coelestin III. fest, obwohl nach sizilischem Erbrecht Konstanze und ihr Gatte Heinrich VI. die legitimen Erben des Königreichs waren. Nachdem der erste Versuch einer militärischen Eroberung des Königreichs durch den Kaiser im Sommer 1191 gescheitert war, stellte sich die päpstliche Kurie offen auf die Seite des Usurpators. Im Juni des folgenden Jahres wurde mit dem Abschluss des Konkordats von Gravina auch die Anerkennung König Tankreds als legitimer Nachfolger der Normannenkönige vollzogen. Die Beziehungen zum kaiserlichen Hof wurden dagegen abgebrochen. Nach dem Tod Tankreds 1194 und der im selben Jahr erfolgten Eroberung des Königreichs durch Heinrich VI. verweigerte Coelestin III. auch weiterhin die Anerkennung einer staufischen Herrschaft über Sizilien. Mit verschiedenen Angeboten an die Kurie versuchte Heinrich VI. vergeblich, die Legitimation seiner Herrschaft  zu erreichen. Gegen diese Pläne, das deutsche und sizilische Königtum und möglicherweise auch die Kaiserwürde für das Geschlecht der Staufer dauerhaft zu sichern, opponierte Coelestin III. mit hinhaltendem, aber zähem Widerstand und verweigerte dem Kaiser bis zum Ende die Lehensnahme des Königreichs. Daran konnte auch der Kreuzzug nichts ändern, den der Kaiser angeboten hatte, um sich doch noch mit der päpstlichen Kurie einigen zu können.
1191 erkannte Coelestin den Deutschen Orden an, der 1190 während des dritten Kreuzzuges als Hospitalorden gegründet worden war. 1192 erließ er die Bulle Cum universi, die eine Sonderstellung der Kirche von Schottland begründete. 1194 exkommunizierte er Leopold V. von Österreich für die Gefangennahme von Richard Löwenherz und sprach das Interdikt über seine Ländereien aus. Gegen Heinrich VI. traf er jedoch keine Sanktionen, weil Richard mit König Tankred ein militärisches Bündnis gegen den Kaiser eingegangen war. Im Jahre 1194 bannte er auch König Sverre von Norwegen.
Coelestin versuchte Ende des Jahres 1197 freiwillig zugunsten des von ihm als Nachfolger favorisierten Kardinals Giovanni di San Paolo abzudanken, was aber von oppositionellen Kräften im Kardinalskollegium entschieden abgelehnt wurde. Coelestin III. starb am 8. Januar 1198 in Rom und wurde in San Giovanni in Laterano beigesetzt. Mit dem großen Brand im Jahr 1308 ging seine Grabstätte verloren.